# Вулиця Лесі Українки (Київ, Деснянський район)
Ву́лиця Ле́сі Украї́нки — вулиця в Деснянському районі міста Києва, селище Троєщина. Пролягає від вулиці Володимира Беца до вулиці Климента Квітки.
Прилучаються вулиці Вадима Модзалевського і Сергія Котенка.

## Історія
Виникла у 1-й половині ХХ століття. Названа 1965 року на честь української письменниці Лесі Українки (1871–1913).